# Edge Water
Edge Water es una localidad de Santa Lucía que forma parte del distrito de Gros Islet.